# إليسا شيمنتي
إليسا شيمنتي (نابولي، 1883 – طنجة، 1969) هي كاتبة وعالمة إنسان ومُدرِّسة وصحفية إيطالية كرست مُعظم حياتها لتسجيل وترجمة التقاليد الشفوية للمرأة المغربية.

## سيرتها
وُلدت شيمنتي في نابولي للأُم ماريا لويزا روجيو كونتي والأَب روزاريو شيمنتي. ورغمَ هجرة عائلتها إلى تونس عام 1884 عندما بلغت عامها الأول نشأت إليسا وهي تدرس العديد من اللغات في بيئة مُتعددة الثقافات، فضلًا عن التعلم من التخصُّصات الدينية المُتعددة.
بعد وفاة والدها، انتقلت شيمنتي إلى ألمانيا لتواصِل دراستها وكتبت كتابين. بعد أن تزوجت في عام 1912، عادت شيمنتي إلى المغرب حيث ساعدت والدتها في فتح مدرسة إيطالية في طنجة عام 1914، واستمرَّت في التدريس هناك لسنوات عديدة. ومع ذلك، نظرًا لصعود مُوسوليني سُلم السلطة ومعارضتها له، تخلَّت عن إدارة مدرستها، وكرست نفسها للصحافة والكتابة، مُركِّزةً على المغرب وثقافته وشعبه. ومن بين أعمالها الناجحة، «حواء المغربية»، التي نُشرت عام 1935، و«أناشيد النساء العربيات»، التي نُشرت عام 1942. ثم «التعويذة (ترانيم سفاردية أخرى)»، التي نُشرت عام 1964، ويعكس هذا العمل الأخير الحياة الاجتماعية والاقتصادية والدينية لجزء من الجالية اليهودية في المغرب في بداية القرن العشرين. في 30 مايو 1957، منحها رئيس الجمهورية الإيطالية جيوفاني غرونشي وسام استحقاق الجمهورية الإيطالية من درجة فارس.
توفيت شيمنتي في 7 سبتمبر 1969.

## أعمالها
- مين ليدر، 1911
- تايتوما، 1913
- حواء المغربية، 1935
- أناشيد النساء العربيات، 1942
- الأساطير المغربية، 1950
- البيضات المغربيات الصغيرات، 1950-1960
- في قلب الحريم، 1958
- التعويذة (ترانيم سفاردية أخرى)، 1964